# Verofalso
Verofalso è una canzone scritta da Paolo Meneguzzi, Luca Mattioni,  Dino Melotti e Rosario Di Bella, per il secondo album di Meneguzzi Lei è pubblicato nel 2003. La canzone viene estratta come secondo singolo dell'album, sulla scia del successo del precedente In nome dell'amore. Il singolo, dopo aver raggiunto la top 5 radiofonica, entra nella top 20 dei singoli più venduti il 3 luglio 2003 e raggiunge il suo apice il 4 settembre raggiungendo la nona posizione.

## Tracce
1. Verofalso
2. Verofalso - instrumental version

## Classifica
| Classifica (2003) | Posizione massima |
| ----------------- | ----------------- |
| Italia            | 9                 |